# مقاطعة حاجي قبول
مقاطعة حاجي قبول (بالأذرية: Hacıqabul) وهي مقاطعة في أذربيجان.
تملك المقاطعة واحد وثلاثين منطقة مأهولة بالسكان، واحدة منهم تصنف كمدينة وواحدة تصنف مستوطنة تشبة المدينة وأربعة منها مستوطنات، بينما الخمسة والعشرون الأخرى تصنف كقرى.
تملك المقاطعة خمسة عشر وحدة تحت الإدارة الإقليمية، منها خمسة مؤسسات طبية و55 مركز ثقافي.

## معرض

حاجي قبول
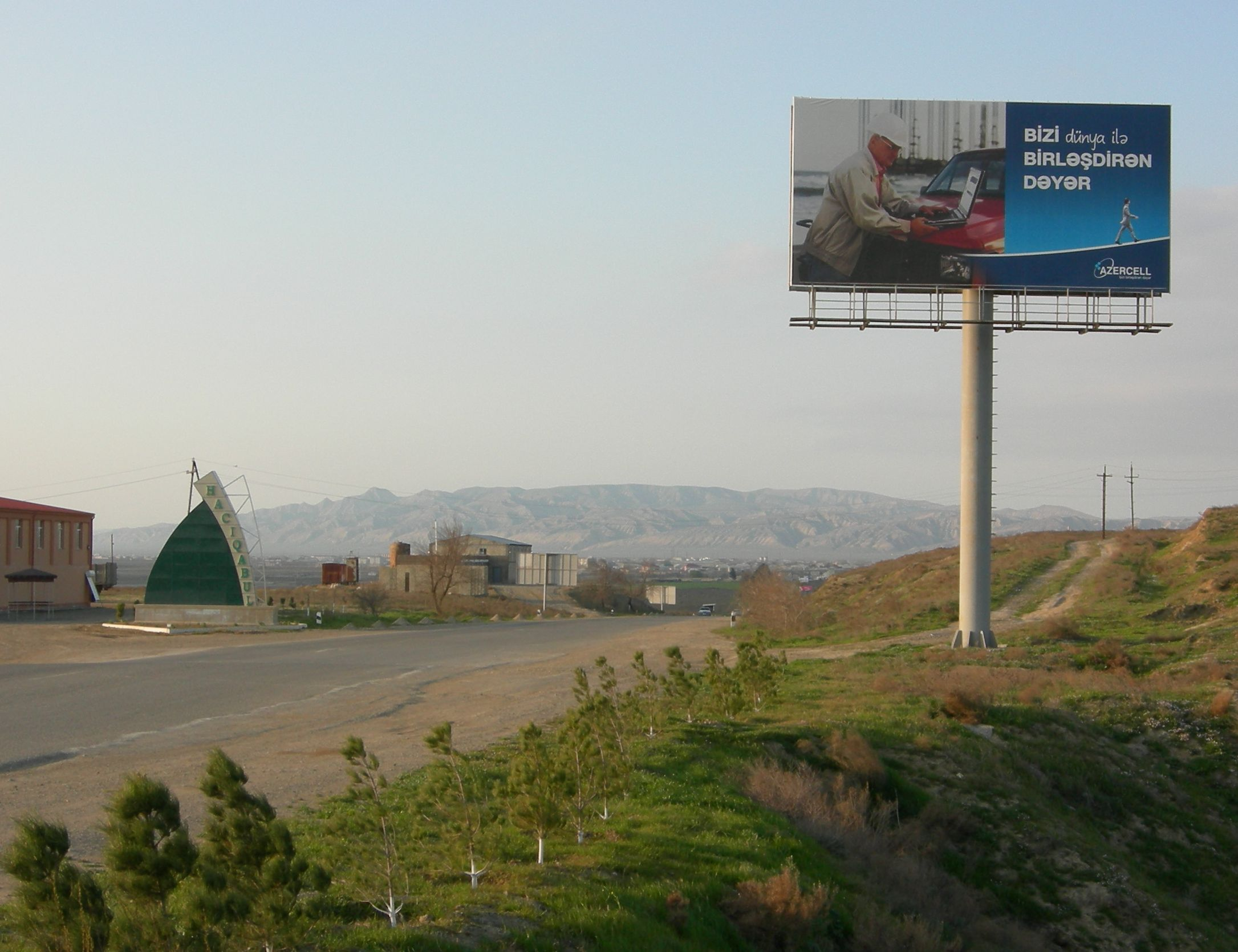
طريق من شيروان يصل مقاطعة حاجي قبول. مدينة حاجي قبول (أو مدينة غازي محمد) تظهر بالخلف.
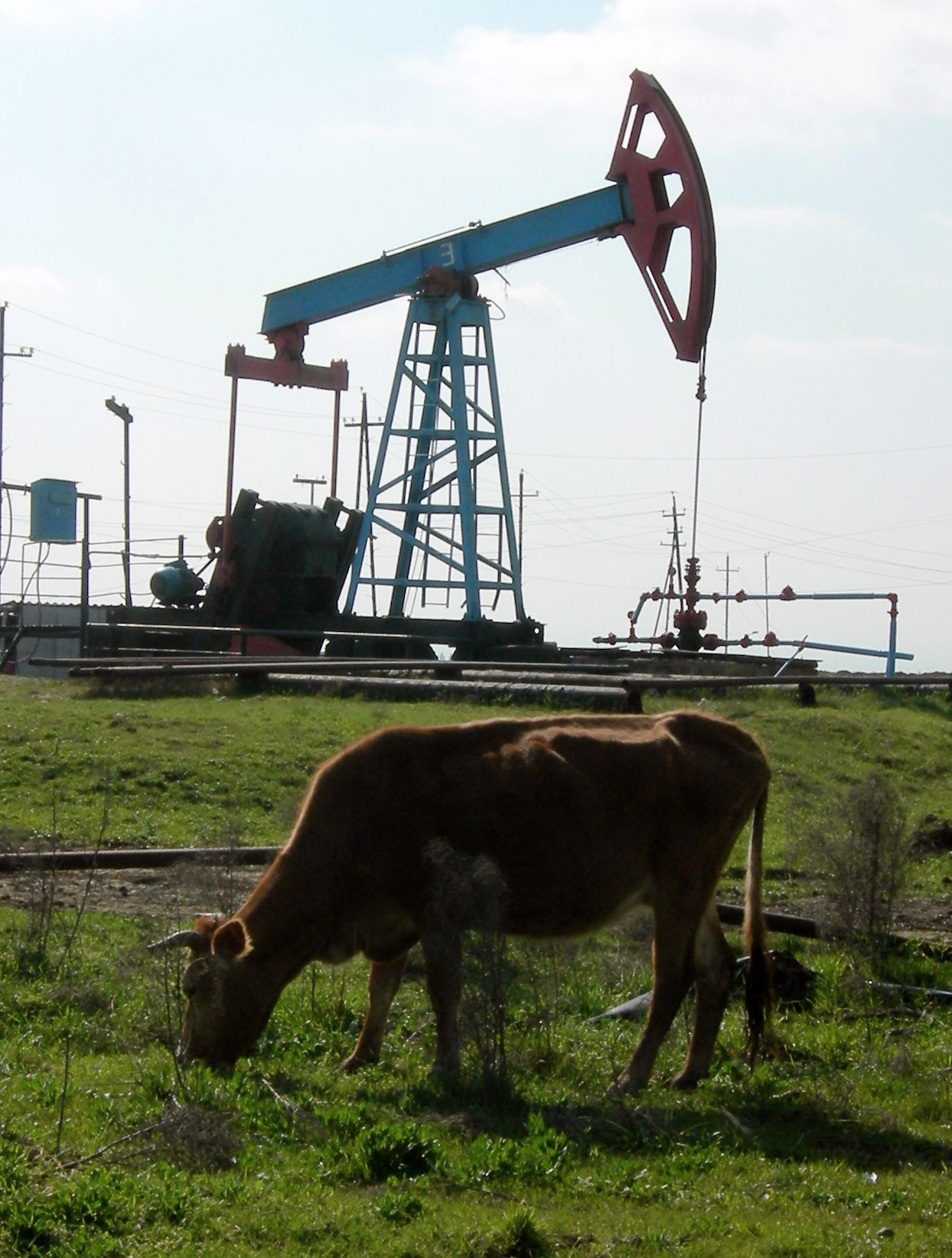
معدات نفطية في مدينة حاجي قبول